# Personalidad deportiva del año de Polonia
La Personalidad Deportiva del Año de Polonia (en polaco: Plebiscyt Przeglądu Sportowego na najlepszego polskiego sportowca roku) es elegida anualmente desde 1926 por los lectores del periódico Przegląd Sportowy, lo que lo convierte en el segundo premio más antiguo del mundo. El ganador es el deportista, juzgado por votación pública, que haya logrado más logros en el año anterior.
El primer ganador del premio fue el atleta de pista y campo Wacław Kuchar. Entre 1939 y 1947, el concurso no se llevó a cabo debido a la Segunda Guerra Mundial. El podio de ganadores está compuesto por el futbolista Robert Lewandowski y la nadadora Otylia Jędrzejczak con tres títulos cada uno; las atletas Irena Szewińska y Stanisława Walasiewicz junto al saltador de esquí Adam Małysz con cuatro títulos cada uno; y finalmente la esquiadora de fondo Justyna Kowalczyk, líder actual al poseer cinco galardones. El esgrimista Jerzy Pawłowski tiene el récord de once nominaciones entre los 10 mejores atletas. Para la edición de 2022, el premio ha sido otorgado 59 veces a atletas masculinos y 28 veces a atletas femeninas.

## Palmarés

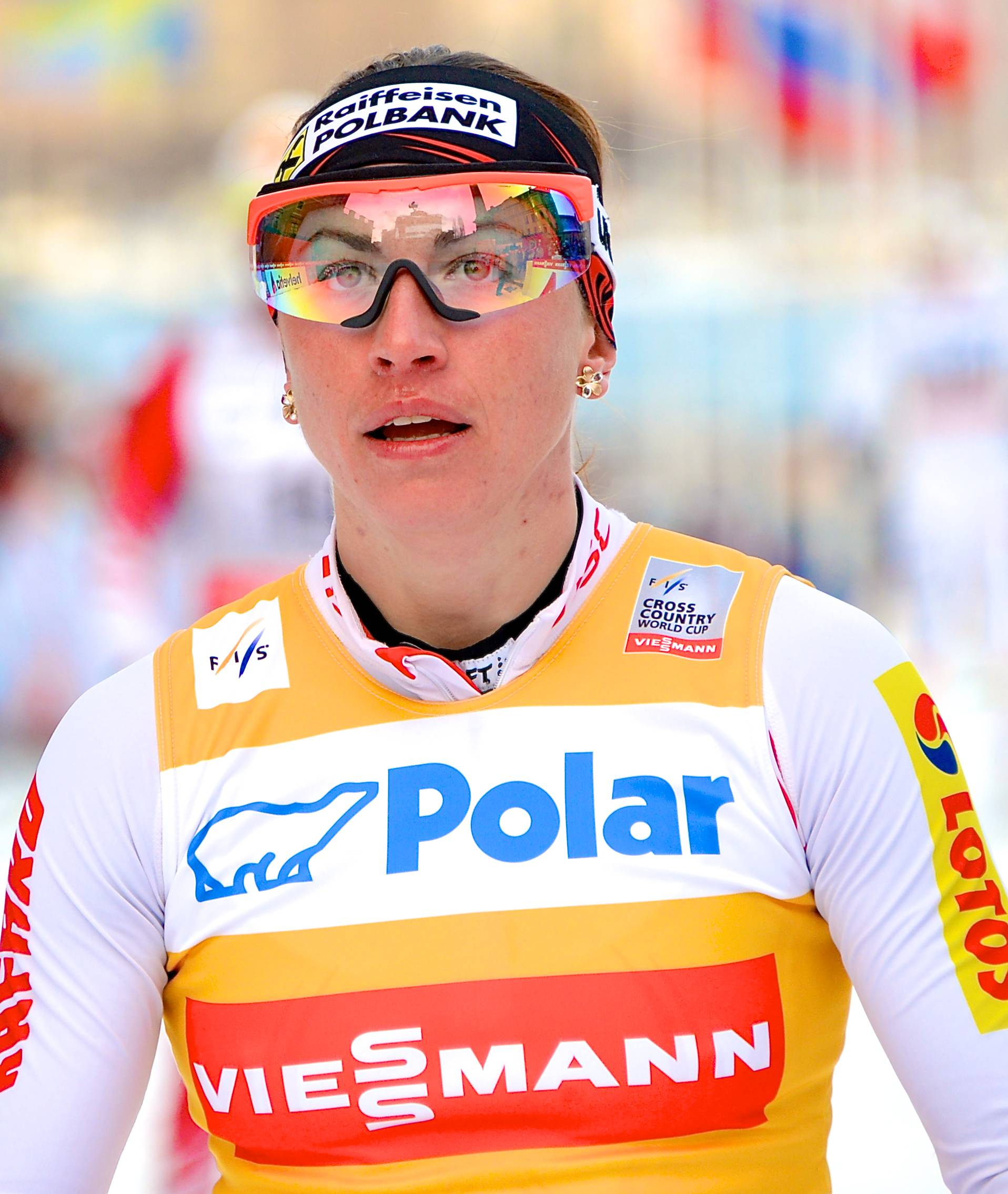
Justyna Kowalczyk, cinco veces vencedora del premio, es la máxima galardonada.

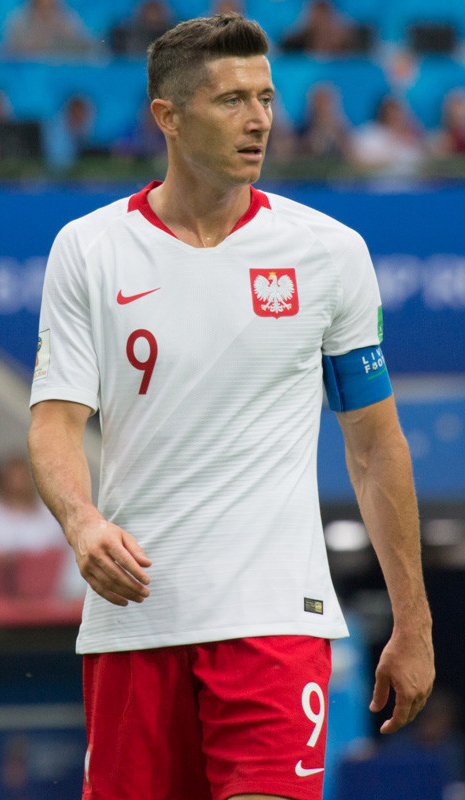
Robert Lewandowski es el deportista masculino más galardonado por la revista Przegląd Sportowy.

| Año       | Atleta                                     | Deporte                                    |
| --------- | ------------------------------------------ | ------------------------------------------ |
| 1926      | Wacław Kuchar                              | pista y campo, fútbol, hockey sobre hielo  |
| 1927      | Halina Konopacka                           | pista y campo                              |
| 1928      | Halina Konopacka                           | pista y campo                              |
| 1929      | Stanisław Petkiewicz                       | pista y campo                              |
| 1930      | Stanisława Walasiewicz                     | pista y campo                              |
| 1931      | Janusz Kusociński                          | pista y campo                              |
| 1932      | Stanisława Walasiewicz                     | pista y campo                              |
| 1933      | Stanisława Walasiewicz                     | pista y campo                              |
| 1934      | Stanisława Walasiewicz                     | pista y campo                              |
| 1935      | Roger Verey                                | remo                                       |
| 1936      | Jadwiga Jędrzejowska                       | tenis                                      |
| 1937      | Jadwiga Jędrzejowska                       | tenis                                      |
| 1938      | Stanisław Marusarz                         | salto de esquí                             |
| 1939–1947 | No entregado por la Segunda Guerra Mundial | No entregado por la Segunda Guerra Mundial |
| 1948      | Aleksy Antkiewicz                          | boxeo                                      |
| 1949      | Zdobysław Stawczyk                         | pista y campo                              |
| 1950      | Helena Rakoczy                             | gimnasia                                   |
| 1951      | Zygmunt Chychła                            | boxeo                                      |
| 1952      | Zygmunt Chychła                            | boxeo                                      |
| 1953      | Leszek Drogosz                             | boxeo                                      |
| 1954      | Janusz Sidło                               | pista y campo                              |
| 1955      | Janusz Sidło                               | pista y campo                              |
| 1956      | Elżbieta Krzesińska                        | pista y campo                              |
| 1957      | Jerzy Pawłowski                            | esgrima                                    |
| 1958      | Zdzisław Krzyszkowiak                      | pista y campo                              |
| 1959      | Edmund Piątkowski                          | pista y campo                              |
| 1960      | Jozef Schmidt                              | pista y campo                              |
| 1961      | Ireneusz Paliński                          | halterofilia                               |
| 1962      | Teresa Ciepły                              | pista y campo                              |
| 1963      | Ryszard Parulski                           | esgrima                                    |
| 1964      | Jozef Schmidt                              | pista y campo                              |
| 1965      | Irena Kirszenstein                         | pista y campo                              |
| 1966      | Irena Kirszenstein                         | pista y campo                              |
| 1967      | Sobiesław Zasada                           | rally                                      |
| 1968      | Jerzy Pawłowski                            | esgrima                                    |
| 1969      | Waldemar Baszanowski                       | halterofilia                               |
| 1970      | Teresa Sukniewicz                          | pista y campo                              |
| 1971      | Ryszard Szurkowski                         | ciclismo                                   |
| 1972      | Witold Woyda                               | esgrima                                    |
| 1973      | Ryszard Szurkowski                         | ciclismo                                   |
| 1974      | Irena Szewińska                            | pista y campo                              |
| 1975      | Zygmunt Smalcerz                           | halterofilia                               |
| 1976      | Irena Szewińska                            | pista y campo                              |
| 1977      | Janusz Pyciak-Peciak                       | pentatlón                                  |
| 1978      | Józef Łuszczek                             | esquí de fondo                             |
| 1979      | Jan Jankiewicz                             | ciclismo                                   |
| 1980      | Władysław Kozakiewicz                      | pista y campo                              |
| 1981      | Janusz Pyciak-Peciak                       | pentatlón                                  |
| 1982      | Zbigniew Boniek                            | fútbol                                     |
| 1983      | Zdzisław Hoffmann                          | pista y campo                              |
| 1984      | Andrzej Grubba                             | tenis de mesa                              |
| 1985      | Lech Piasecki                              | ciclismo                                   |
| 1986      | Andrzej Malina                             | lucha                                      |
| 1987      | Marek Łbik y Marek Dopierała               | piragüismo                                 |
| 1988      | Waldemar Legień                            | judo                                       |
| 1989      | Joachim Halupczok                          | ciclismo                                   |
| 1990      | Wanda Panfil                               | pista y campo                              |
| 1991      | Wanda Panfil                               | pista y campo                              |
| 1992      | Waldemar Legień                            | judo                                       |
| 1993      | Rafał Kubacki                              | judo                                       |
| 1994      | Andrzej Wroński                            | lucha                                      |
| 1995      | Paweł Nastula                              | judo                                       |
| 1996      | Renata Mauer                               | tiro                                       |
| 1997      | Paweł Nastula                              | judo                                       |
| 1998      | Robert Korzeniowski                        | pista y campo                              |
| 1999      | Tomasz Gollob                              | speedway                                   |
| 2000      | Robert Korzeniowski                        | pista y campo                              |
| 2001      | Adam Małysz                                | salto de esquí                             |
| 2002      | Adam Małysz                                | salto de esquí                             |
| 2003      | Adam Małysz                                | salto de esquí                             |
| 2004      | Otylia Jędrzejczak                         | natación                                   |
| 2005      | Otylia Jędrzejczak                         | natación                                   |
| 2006      | Otylia Jędrzejczak                         | natación                                   |
| 2007      | Adam Małysz                                | salto de esquí                             |
| 2008      | Robert Kubica                              | Fórmula 1                                  |
| 2009      | Justyna Kowalczyk                          | esquí de fondo                             |
| 2010      | Justyna Kowalczyk                          | esquí de fondo                             |
| 2011      | Justyna Kowalczyk                          | esquí de fondo                             |
| 2012      | Justyna Kowalczyk                          | esquí de fondo                             |
| 2013      | Justyna Kowalczyk                          | esquí de fondo                             |
| 2014      | Kamil Stoch                                | salto de esquí                             |
| 2015      | Robert Lewandowski                         | fútbol                                     |
| 2016      | Anita Włodarczyk                           | pista y campo                              |
| 2017      | Kamil Stoch                                | salto de esquí                             |
| 2018      | Bartosz Kurek                              | voleibol                                   |
| 2019      | Bartosz Zmarzlik                           | speedway                                   |
| 2020      | Robert Lewandowski                         | fútbol                                     |
| 2021      | Robert Lewandowski                         | fútbol                                     |
| 2022      | Iga Świątek                                | tenis                                      |

## Deportistas más galardonados
| Posición | Deportista             | 1º lugar | 2º lugar | 3º lugar | Total |
| -------- | ---------------------- | -------- | -------- | -------- | ----- |
| 1        | Justyna Kowalczyk      | 5        | 0        | 0        | 5     |
| 2        | Irena Szewińska        | 4        | 4        | 0        | 8     |
| 3        | Stanisława Walasiewicz | 4        | 0        | 4        | 8     |
| 4        | Robert Lewandowski     | 3        | 3        | 1        | 7     |
| 5        | Adam Małysz            | 4        | 0        | 2        | 6     |
| 6        | Otylia Jędrzejczak     | 3        | 2        | 1        | 6     |
| 7        | Janusz Sidło           | 2        | 4        | 1        | 7     |
| 8        | Robert Korzeniowski    | 2        | 3        | 2        | 7     |
| 9        | Kamil Stoch            | 2        | 2        | 1        | 5     |
| 10       | Józef Szmidt           | 2        | 2        | 0        | 4     |

## Ganadores por deporte

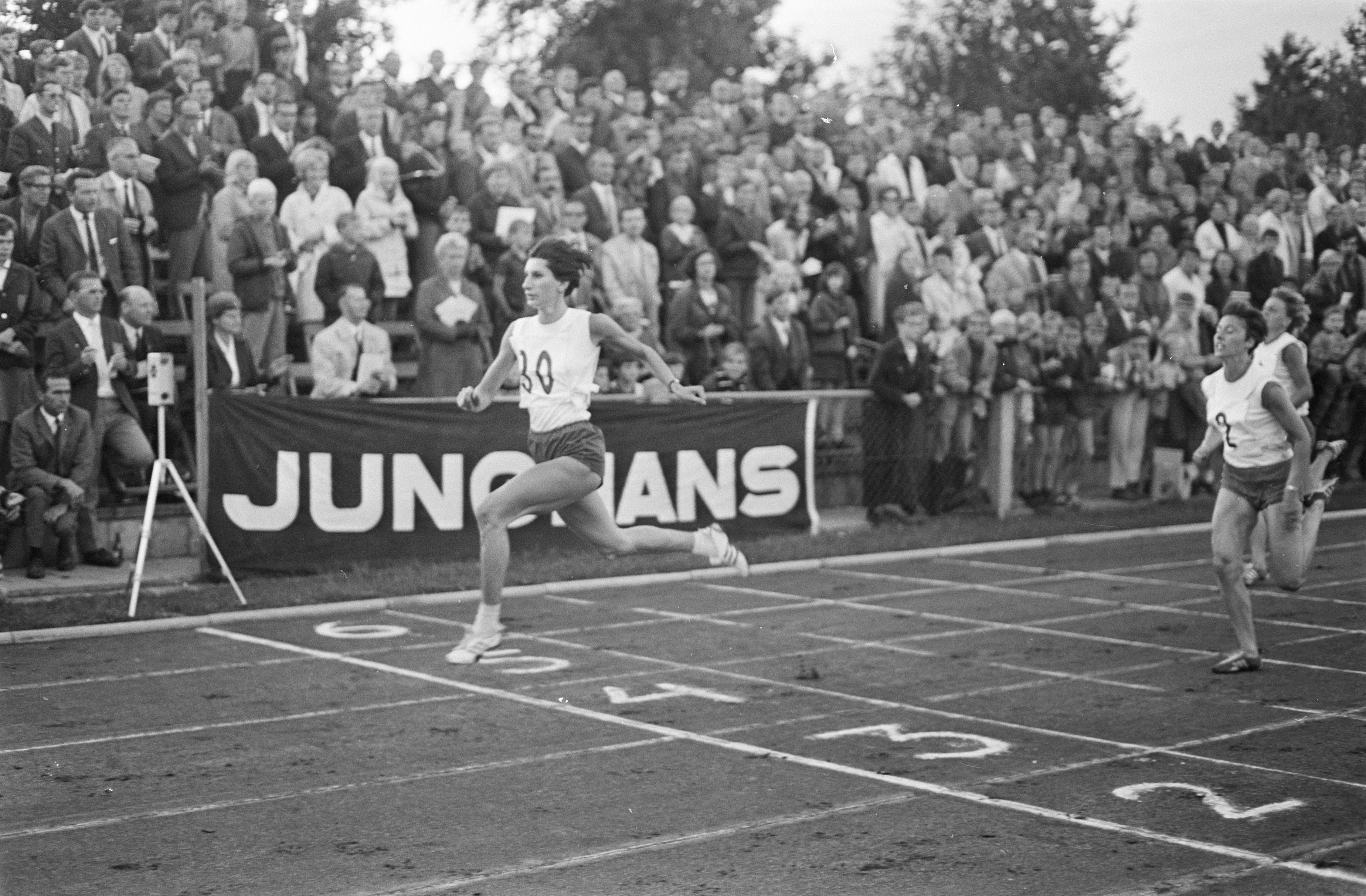
Irena Szewińska, cuatro veces ganadora del premio. Con 30 vencedores, atletismo es el deporte más galardonado.

| Deporte                    | Veces campeón |
| -------------------------- | ------------- |
| Atletismo de pista y campo | 30            |
| Salto de esquí             | 7             |
| Esquí de fondo             | 6             |
| Judo                       | 5             |
| Ciclismo                   | 5             |
| Fútbol                     | 5             |
| Boxeo                      | 4             |
| Esgrima                    | 4             |
| Natación                   | 3             |
| Halterofilia               | 3             |
| Tenis                      | 3             |
| Pentatlón moderno          | 2             |
| Lucha                      | 2             |
| Speedway                   | 2             |
| Gimnasia                   | 1             |
| Fórmula 1                  | 1             |
| Piragüismo                 | 1             |
| Rally                      | 1             |
| Tiro deportivo             | 1             |
| Remo                       | 1             |
| Tenis de mesa              | 1             |
| Voleibol                   | 1             |